# Bandit (Yomiuriland)
Pour les articles homonymes, voir Bandit (homonymie).
Bandit est un parcours de montagnes russes en métal du parc d'attractions Yomiuri Land, situé près de Tōkyō, au Japon.
À leur ouverture en mars 1988, elles étaient les montagnes russes les plus rapides au monde (109,9 km/h). Depuis, le record a été dépassé.

## Voir aussi

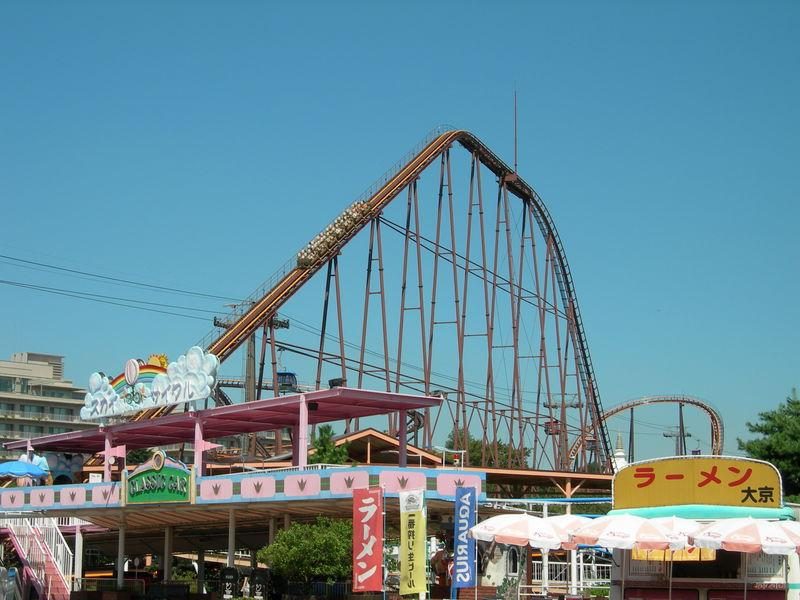